# Bedotia geayi
Bedotia geayi is een straalvinnige vissensoort uit de familie van de bedotia's (Bedotiidae). De wetenschappelijke naam van de soort is voor het eerst geldig gepubliceerd in 1907 door Jacques Pellegrin.
De soort is endemisch in Madagaskar en komt voor in het stroomgebied van de Mananjary.